# Rommerholm
Rommerholm är en ö i Danmark. Den ligger i Region Själland, i den sydöstra delen av landet. På Rommerholm förekommer gräsmarker och buskar.